# Assassin (film 2023)
Assassin è un film statunitense del 2023 diretto da Jesse Atlas. Il film rappresenta l'ultima apparizione cinematografica di Bruce Willis, ritiratosi dalle scene a causa di gravi problemi di salute.

## Trama
Una società militare privata inventa un microchip futuristico che permette alla mente di un agente di trasferirsi nel corpo di un'altra persona per portare a termine missioni segrete e mortali. Alexa è stata una soldatessa dell'esercito americano. Ora si dedica al marito che è in coma da quando Adrian, un individuo tanto ricco quanto pericoloso, ha scoperto che era un "drone" e gli ha sparato impossessandosi del microchip che gli permetteva di esserlo. L'agente della CIA Valmora, a capo di un'unità speciale, chiede ad Alexa di diventare un drone a sua volta per uccidere Adrian, che ormai ha preso il controllo di tutta la tecnologia. Ella dovrà ucciderlo però solo dopo essere tornata in possesso del prezioso software.